# تي إل سي (قناة)
تي إل سي (بالإنجليزية: TLC)‏ (كانت في الأصل فكرة مبدئية لاسم قناة التعلم (The Learning Channel) هي قناة تلفزيونية أمريكية مدفوعة مملوكة لشركة ديسكفري ركزت القناة في البداية على المحتوى التعليمي والتعليمي، وبحلول أواخر التسعينات، بدأت الشبكة في التركيز في المقام الأول على سلسلة البرامج الواقعية التي تشمل أنماط الحياة والحياة الأسرية والقصص الشخصية.
اعتبارًا من فبراير 2015، كانت تي إل سي متاحة للمشاهدة في ما يقرب من 95 مليون أسرة أمريكية (81.6٪ من الأسر التي لديها تلفزيون كبلي) في الولايات المتحدة.

## برامج
بعض من برامج القناة:
- كاونتينغ أون
- دارسي وستايسي
- 7 ليتل جونسونز
- ريترن تو أميش
- كيك بوس
- ساي يس تو ذا دريس